# Francina Boris
Francina Boris Codina (Gerona, 29 de enero de 1915 - Gerona, 7 de noviembre de 2013), también conocida como Paquita Boris, fue una locutora de radio española.

## Trayectoria
En 1929, debutó en Ràdio Girona, donde con sólo 14 años fue la primera voz femenina en aquella emisora. Nombrada oficialmente locutora de Ràdio Associació de Catalunya por la Generalidad de Cataluña durante el periodo republicano, continuó siéndolo durante la guerra civil. El 17 de enero de 1939, con las tropas franquistas a las puertas de Barcelona, emitió una llamada a la población para luchar con cualquier medio al alcance: tenedores, piedras, e incluso las uñas, para defender la ciudad, por lo que se ganó el epíteto de la "Pasionaria catalana" (en referencia a Dolores Ibárruri) en el libro Camps du mépris.
En plena dictadura, en 1942 creó en Gerona el programa Nostra dansa de la información sardanista y primer espacio radiofónico en catalán de la posguerra, que Boris presentó durante más de sesenta años, continuando con el programa incluso después de la su jubilación. Otras tareas que emprendió en el mundo radiofónico fueron los programas D'ací i d'allà, d'un clar país, Girona, nova via; Festa; Salvem la natura; Dreceres de la nostra llengua, y Què en sabem, de Catalunya, por los que pasaron figuras relevantes del mundo de la cultura de Cataluña. En 1947, se casó con la activista cultural gerundense Miquel Vidal y Arquero.

## Reconocimientos
En 1974 recibió la Medalla de Plata del Trabajo y el premio Floricel Rosa de Oro de Anglés. Posteriormente, en 1985, consiguió la Medalla al mérito sardanista de la Obra del Ballet Popular. Ya en 1991, la Generalidad de Cataluña le va a conceder la Medalla al treball President Macià, en 1994, reconocieron su labor con el Premio Nacional de Cultura Popular. 
La Associació de Dones Periodistes de Catalunya le otorgó en 2001 el Premio Rosa del Desierto. En 2003, consiguió el premio la Mosca de Galena que conceden los Periodistas de Gerona, en 2007, la mención de honor de los Premios Nacionales de Radiodifusión, Televisión, Internet y Telecomunicación, y en 2008 recibió la Creu de Sant Jordi.
Ràdio Girona le rindió un homenaje en el programa Amb tu, emitido en 2013 con motivo de los ochenta años de la emisora para recordar sus antiguos locutores. En 2016, Òmnium Gironès puso el nombre de Francina Boris en la sala de actos de su sede. La elección se hizo a través de nombres propuestos por los socios y escogidos de forma pública. La propuesta que recibió más apoyo fue la de Francina Boris. Se estrenó el nombre de la sala el día 10 de noviembre de 2016.